# Porella lindbergiana
Porella lindbergiana là một loài rêu tản trong họ Porellaceae. Loài này được (Gottsche) O. Yano miêu tả khoa học lần đầu tiên năm 1984.